# .tk
.tk là tên miền quốc gia cấp cao nhất (ccTLD) của Tokelau, vùng lãnh thổ của New Zealand nằm ở Nam Thái Bình Dương.
Tokelau cung cấp tên miền.tk dưới 2 dạng: miễn phí và có phí. Tên miền miễn phí cấp cho bất kỳ tổ chức, cá nhân nào muốn sử dụng với số lượng không hạn chế.
Những tên miền miễn phí có số truy cập ít hơn 25 lần trong 90 ngày sẽ tự động bị từ chối. Để đăng ký lại bạn sẽ phải trả phí. Tên miền miễn phí không cung cấp tên chủ thể khi tra cứu (Whois).
Phí đăng ký tên miền.tk cho 2 năm là 19,9$.
Những tên có giá trị tiềm năng có ít hơn 4 chữ cái không cho đăng ký miễn phí, và phải được mua - thường là ở giá hạng sang hơn $1000 USD.
Ban đầu tên miền.tk miễn phí chỉ có chức năng chuyển tiếp sang tên miền khác (redirect domain) chứ không có chức năng cao cấp như DNS. Những tên miền miễn phí này được chỉ tới máy chủ tên Tokelau, thông qua 2 khung HTML: một khung nhỏ phái trên nhằm đặt quảng cáo, khung lớn bên dưới chuyển hướng đến HTTP đến trang web chỉ định, kèm theo một thanh quảng cáo phía trên. Tên miền cũng chuyển hướng năm địa chỉ email đến địa chỉ email ngoài. Vì sự chuyển hướng này, việc sử dụng tên miền.tk miễn phí cho những dịch vụ khác (như máy chủ lưu trữ cho giao thức khác như FTP và IRC, hoặc tạo ra tên chủ và tên miền con ở dưới) thì không được.
Nhà cung cấp dịch vụ Internet Road Runner trên Time Warner Cable, có lần đã khóa tất cả các trang với tên miền.tk trừ dot.tk và tcl.tk. Tên miền.tk sau đó đã được mở khóa. Hiện vẫn không biết lý do chính xác vì sao lại bị khóa như vậy.
Kể từ tháng 11 năm 2009, dot.tk đã cung cấp thêm tính năng DNS hoàn toàn miễn phí cho tất cả các tên miền.tk. Ngoài ra tên miền.tk cũng không bắt buộc đặt quảng cáo nữa, người dùng có thể tùy chọn tạo các quảng cáo trao đổi với nhau thông qua hệ thống trao đổi tự động của Website. Như vậy.TK không chỉ là tên miền cấp 1 mà còn có đầy đủ chức năng của tên miền, bao gồm cả DNS, Forward... điều khiển từ trang quản trị (Domain Control Panel).